# Tretinoină
Tretinoina (acidul retinoic all-trans) este un medicament, fiind utilizat în tratamentul unor cancere (leucemia promielocitară acută) și în tratamentul acneei. Calea de administrare pentru acnee este cea topică, iar pentru leucemie este cea orală.
Molecula a fost patentată în 1957 și a fost aprobată pentru uz medical în anul 1962. Se află pe lista medicamentelor esențiale ale Organizației Mondiale a Sănătății. Este disponibil sub formă de medicament generic.